# Ekströms shelfis

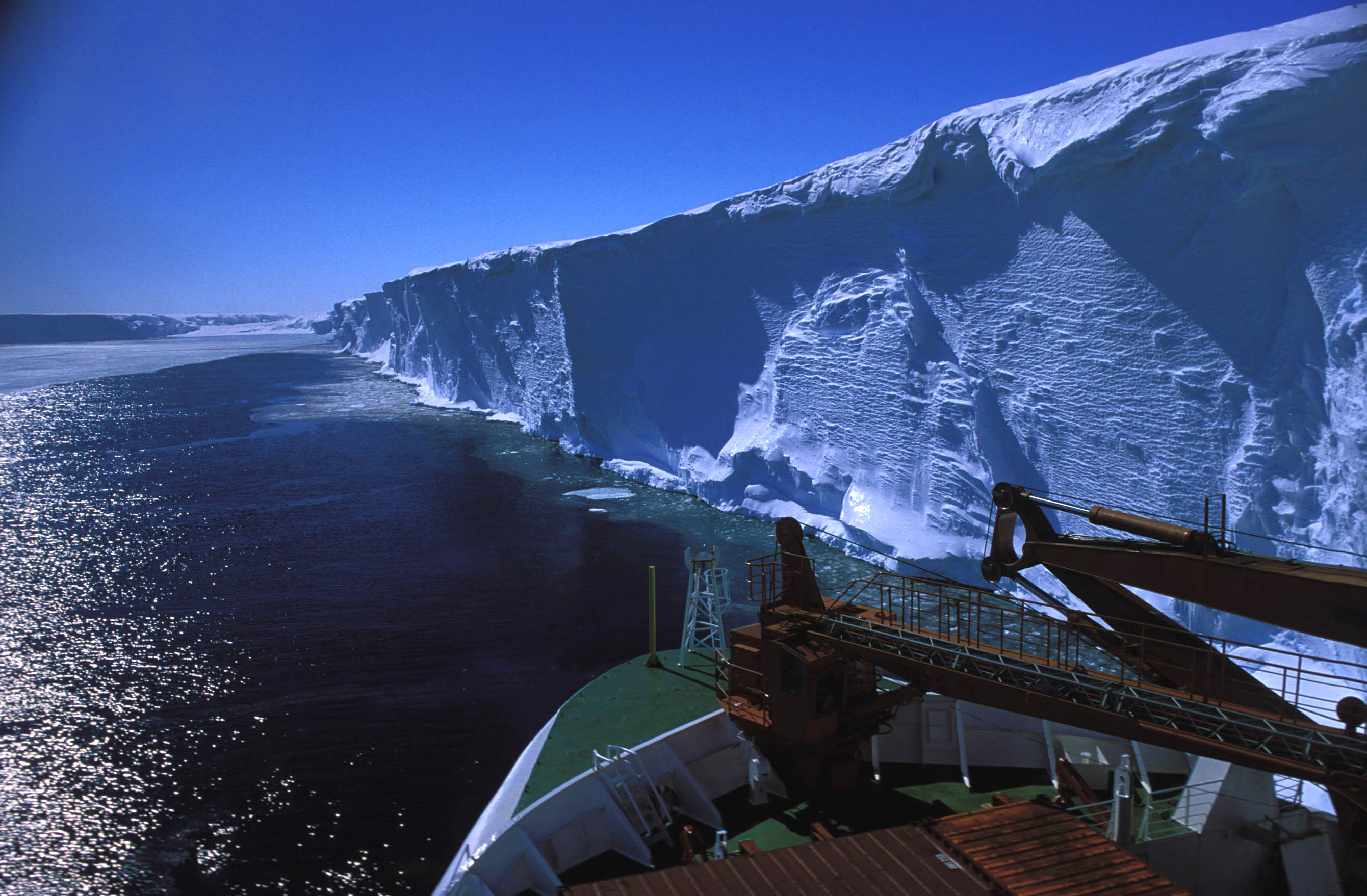
Vid shelfisens kant

Ekströms shelfis är en 8 700 km² stor region i Antarktis som är täckt av shelfis. Den ligger mellan Søråsen och Halvfarryggen, på Kronprinsesse Märtha Kyst på Dronning Maud Land. 
Området karterades under den norsk-brittisk-svenska Antarktisexpeditionen 1949–1952. Ekströms shelfis har sitt namn efter den svenske expeditionsmekanikern Bertil Ekström som den 24 februari 1951 med sitt fordon, M29 Weasel, körde över iskanten på Quars shelfis och drunknade. Själva isplattan är 160 meter tjock, flyter på havet och står med sin överkant 15 meter över vattenytan. Den tyska forskningsstationen Neumayer ligger i områdets nordöstra del.